# 플람퀴슈
플람퀴슈(알자스어: flammekueche 현지 [flɑm.kyʃ], 독일어: Flammkuchen 플람쿠헨[*]) 또는 타르트 플랑베(프랑스어: tarte flambée)는 북동부 프랑스 지역과 서남부 독일지역을 포함하는 알자스 지방의 전통 음식 중 하나이다. 이 지역에서 가장 유명한 명물 중 하나이다. 이 음식은 외형적으로 피자와 유사해서 자주 혼동되기 때문에, 플람퀴슈를 요리하는 대부분의 식당에서는 피자를 요리하지 않는다. 이 음식은 영어 문화권에서도 불어인 tarte flambée로 통용되어 불린다.

## 기원

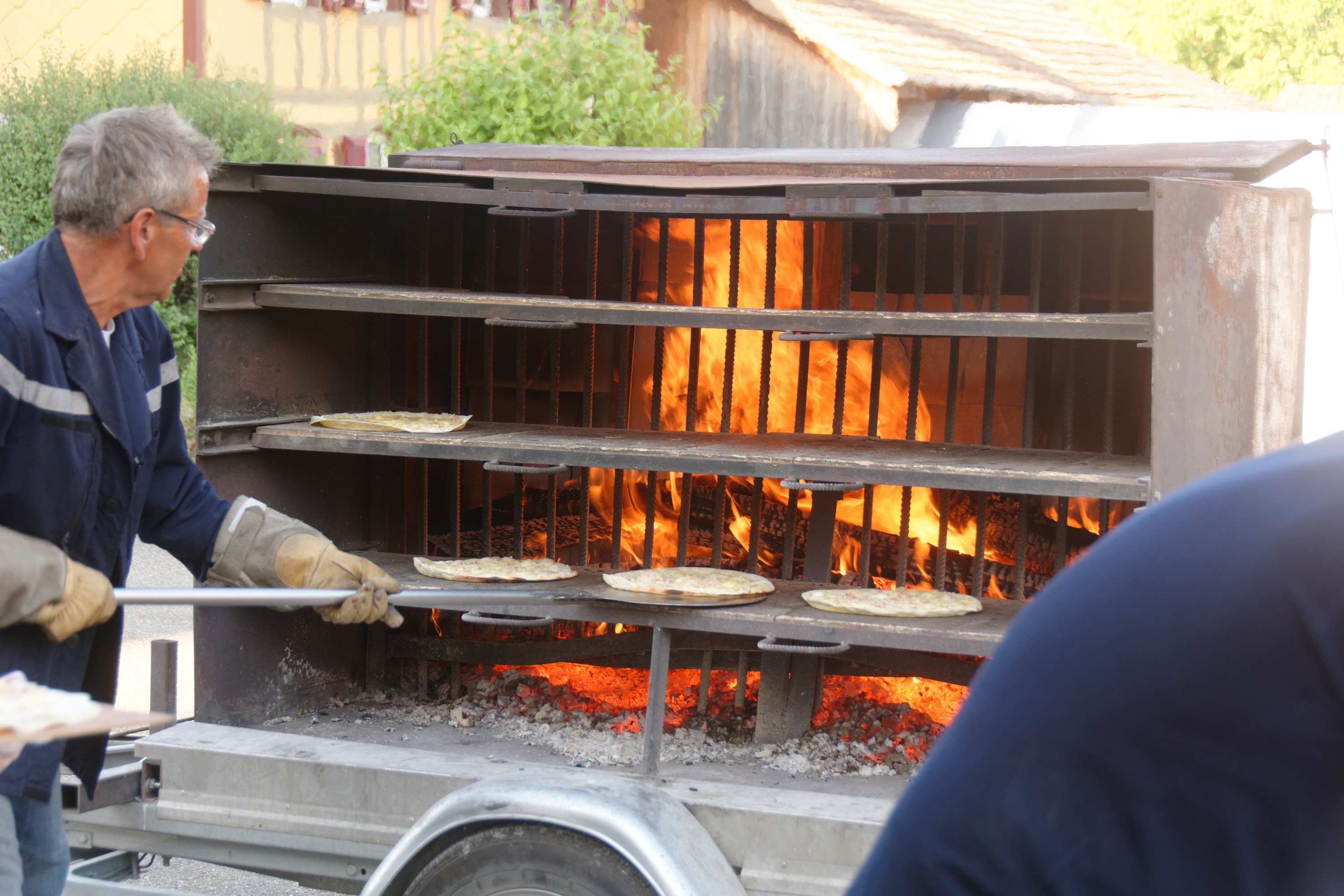
화덕에 굽는 사진

유럽인들은 주식인 빵을 굽기 전에 화덕의 온도를 대충 짐작해 보기 위해, 먼저 타르트 플람베를 구워 보았다고 한다. 만약 플람퀴슈가 너무 빨리 타면 조금 기다린 후 빵을 구웠고, 플람퀴슈를 굽는 데 너무 시간이 오래 걸리면 불을 다시 한번 좀 더 세게 피웠다고 한다. 즉 플람퀴슈란 이름의 유래는 이 음식을 화덕에 넣었을 때 불꽃(프랑스어: flamme, 독일어: Flamme)이 훨훨 타오르고 있다는 데에서 나온 것이라 한다.

## 구성
플람퀴슈는 밀가루, 물, 소금, 그리고 효모 (때로는 넣지 않을때도 있다)를 넣은 반죽을 대부분 네모 혹은 타원형으로 아주 얇게 밀은 다음, 양념이 되는 크렘 프레쉬 (또는 사워크림)을 그 위에 골고루 바른 후, 다양한 토핑을 얹는다. 전통적으로 플람퀴슈를 위한 토핑은 베이컨과 양파만을 얹지만, 각 지방에 따라 특산의 질 좋은 치즈, 해산물, 야채, 고기에 약간의 향신료를 토핑으로 사용한 타르트 플람베 역시 널리 인기가 있다. 이 음식이 왜 점차적으로 세계 각지에서 인기를 끄는 이유로는 플람퀴슈에 마지막으로 올라가는 토핑이 각 나라의 입맛에 따라 다양하게 달라질수 있기 때문이다. 그러나 토핑 재료 선택시에는 신중을 기해야하며, 너무 여러 가지 맛을 한꺼번에 내려는 욕심은 금물이다.
위와 같이 식사용의 플람퀴슈가 있는가 하면, 몇몇 과일을 이용해 만드는 후식용 플람퀴슈 또한 빼놓을 수 없다. 특히 토핑으로 얇게 썰은 사과조각, 계피 또는 블루베리를 얹은 플람퀴슈를 식탁에서 직접 칼바도스와 같은 약간의 술을 뿌린 후, 불을 붙였을 때 타오르는 불꽃을 보는 재미 또한 플람퀴슈의 맛을 한 층 더 해주기 때문에 많은 사랑을 받고 있다.